# New Americans
New Americans ist ein US-amerikanischer Dokumentar-Kurzfilm aus dem Jahr 1944 von Slavko Vorkapić, der 1945 für einen Oscar nominiert war. 

## Inhalt
Der Film wirft einen Blick auf Flüchtlinge verschiedener Nationen, die zu Beginn der 1940er-Jahre in die Vereinigten Staaten gekommen sind, vor allem, um dem Nazi-Terror zu entfliehen. Er setzt sich damit auseinander, dass sie ihre Fähigkeiten und Werte in ihre neue Heimat eingebracht, und damit Amerika bereichert hätten, und zu New Americans geworden seien. Nicht nur solche bekannten Koryphäen wie der Romanautor Thomas Mann und der Physiker Albert Einstein hätten dem Land neue Impulse gegeben, sondern auch die Fähigkeiten weniger bekannter Menschen, hätten sich amortisiert und seien für unterversorgte Bereiche ein Gewinn.

## Auszeichnung
Oscarverleihung 1945: RKO Radio mit dem Film für einen Oscar nominiert in der Kategorie „Bester Dokumentar-Kurzfilm“. Die Auszeichnung ging an das United States Marine Corps und den Film With the Marines at Tarawa, der den Kampf um das Pazifikatoll Tarawa thematisiert.